# Jennifer Klauninger
Jennifer Klauninger (* 22. Mai 1991, Pseudonym Jenny Klaus) ist eine österreichische Verschwörungsideologin, die vor allem als Organisatorin von Protesten nach Vorbild der deutschen Initiative Querdenken 711 gegen die Maßnahmen im Zusammenhang mit der COVID-19-Pandemie in Österreich Aufmerksamkeit erregte. Medial wird sie regelmäßig als deren Wortführerin beziehungsweise Sprachrohr bezeichnet und auch aufgrund der von ihr vertretenen Verschwörungstheorien thematisiert.

## Biographie
Wie Klauninger in einem Interview mit der Wochenzeitung Falter erklärte, begann sie, ausgehend von den Theorien rund um das Attentat auf John F. Kennedy, im Alter von 14 Jahren mit der Suche nach  alternativen Wahrheiten, wie sie im Internet reichlich zu vielen Themen zu finden sind. Viele der von ihr vertretenen Positionen (etwa rund um die Terroranschläge am 11. September 2001, Kritik an den „Mainstream-Medien“, die flache Erde, Impfgegnerschaft in Verbindung mit Kritik an Bill Gates oder der Kampf gegen den 5G-Mobilfunkstandard) können als Verschwörungstheorien bezeichnet werden. Im Umfeld der Flüchtlingskrise 2015/2016 begann Klauninger schließlich, politisch und gesellschaftlich aktiv zu werden.
Klauninger ist gelernte Maschinenbau-Technikerin, sie arbeitete als Zahnarztassistentin und Verkäuferin. Sie ist geschieden, Mutter zweier Kinder und lebt in Wiener Neustadt.

## Aktivismus
Während der Flüchtlingskrise 2015/2016 organisierte Klauninger an der österreichisch-slowenischen Grenze Demonstrationen gegen „unkontrollierte Zuwanderung“ und gründete mit Gleichgesinnten eine sogenannte Partei des Volkes, die sie jedoch bald wieder verließ. Daraufhin war sie kurzfristig Mitglied der FPÖ, gehört mittlerweile jedoch keiner Partei mehr an.
Mit Beginn der COVID-19-Pandemie in Österreich trat sie als Kritikerin der Gegenmaßnahmen der Regierung Kurz II in Erscheinung. Vorrangig organisierte sie über die Bürgerinitiative Wir gemeinsam Demonstrationen in Wien und trat als deren Sprecherin auf. In einem Interview mit dem Boulevardportal Oe24 Anfang Mai 2020 bezeichnete sie den damals verpflichtend zu tragenden Mund-Nasen-Schutz als einen „Maulkorb“. Klauninger machte die demonstrative Weigerung, diesen zu tragen, zu einem wesentlichen Teil ihres Aktivismus und übertrug die Resultate (etwa eine Anzeige wegen Verstoßes gegen die geltenden Hygienebestimmungen) live im Internet, wo sie millionenfach aufgerufen wurden.
Besondere Aufmerksamkeit erregte ein Vorfall auf einer Demonstration vor der Wiener Karlskirche am 5. September 2020. Im Verlauf der Kundgebung zerrissen Klauninger und ihre Mitstreiter Manuel Mittas, ein ehemaliger Journalist und Verschwörungstheoretiker, sowie ein Anhänger der deutschen Initiative Querdenken 711 auf der Bühne eine Fahne in Regenbogenfarben mit Herz, Klauninger rief die Worte „Ihr seid kein Teil unserer Gesellschaft“ ins Mikrofon und stellte in weiterer Folge einen unmittelbaren Zusammenhang zwischen besagter Fahne und Pädophilie her. Harsche Reaktionen aus der österreichischen Politik waren die Folge, die Polizei leitete gegen mehrere Beteiligte Ermittlungen wegen des Verdachts der Verhetzung ein. Von diesem Vorwurf wurde Klauninger am 2. März 2022 freigesprochen. Weitere Aufmerksamkeit erregte der Vorfall auch dadurch, dass mit Martin Rutter ein ehemaliger Landtagsabgeordneter auf der Bühne beteiligt war. Rutter trat daraufhin als Pressesprecher der Bewegung auf und erklärte, Klauninger habe auf der Flagge ein pädophiles Erkennungszeichen erkannt; der homophobe Zusammenhang sei durch die Presse „verkürzt und damit manipulativ dargestellt“ worden. Auch Klauninger selbst erklärte in einem Interview mit der rechtspopulistischen Zeitung Wochenblick, das Regenbogenherz in der Mitte als ein Symbol von Pädophilen identifiziert zu haben. Sie beklagte sich über den „medialen Terror“, dem sie seit der Aktion ausgesetzt sei, und erklärte, mangels Unterstützung ihre Zusammenarbeit mit den deutschen Querdenkern beenden zu wollen. Im Ableger Futter der Kleinen Zeitung wurde sie infolge der zerrissenen Fahne von der Redaktion für einen Jahresrückblick in eine Liste der elf „toxischsten Personen“ des Jahres 2020 aufgenommen.
Jennifer Klauninger blieb weiter als Organisatorin von Demonstrationen gegen die Maßnahmen der Bundesregierung aktiv und wurde Ende Jänner 2021 bei einer nicht genehmigten Demonstration in Wien kurzfristig in Polizeigewahrsam genommen und im Oktober 2021 wegen strafbarer Handlungen im Zuge einer Demonstration im Dezember des Vorjahres verurteilt. Im November 2021 organisierte sie ein „Corona-Protestcamp“ im Wiener Stadtpark, das nach 19 Tagen von der Polizei aufgelöst wurde. Im März 2022 machte Klauninger öffentlich, dass sie eine Ersatzfreiheitsstrafe antreten werde, um eine fünfstellige Summe offener Strafverfügungen zu kompensieren. Im August 2022 wurde sie wegen tätlichen Angriffs auf einen Polizisten nicht rechtskräftig zu fünf Monaten bedingter Haft verurteilt.